# Línea de turbonada

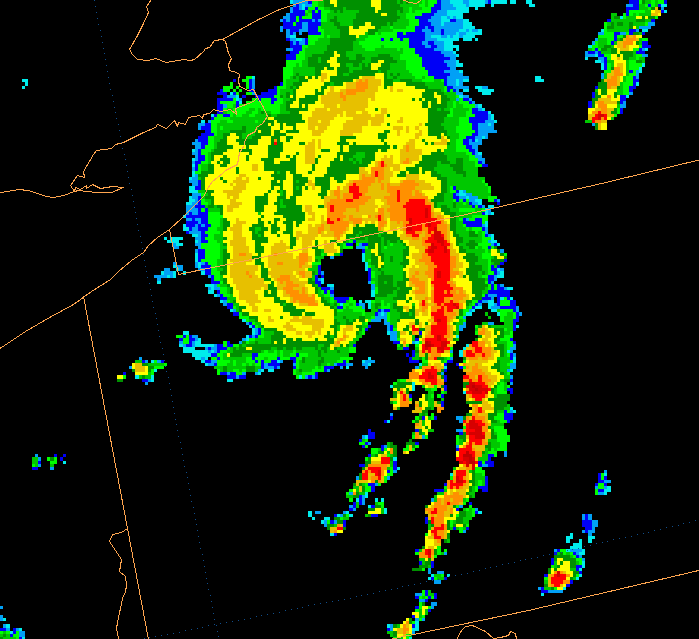
Una imagen de radar meteorológico de un vórtice convectivo (MCV) de mesoescala sobre Pensilvania con una línea de turbonada principal

Una línea de turbonada, o más exactamente un sistema convectivo cuasi lineal (QLCS), es una línea de tormentas eléctricas, que a menudo se forma a lo largo o delante de un frente frío. A principios del siglo XX, el término se utilizaba como sinónimo de frente frío (que a menudo van acompañados de cambios de viento abruptos y racheados). Las estructuras de tormentas lineales a menudo contienen fuertes precipitaciones, granizo, relámpagos frecuentes, fuertes vientos en línea recta y, ocasionalmente, tornados o trombas marinas. Pueden producirse vientos en línea recta especialmente fuertes cuando la estructura lineal adopta la forma de un eco en arco. Los tornados pueden ocurrir a lo largo de olas dentro de un patrón de onda de eco lineal (LEWP), donde están presentes áreas de baja presión de mesoescala. Algunos ecos de arco pueden crecer hasta convertirse en derechos a medida que se mueven rápidamente a través de un área grande. En el borde posterior de la banda de lluvia asociada con líneas de turbonada maduras, puede estar presente una estela baja , en muy raras ocasiones asociada con una ráfaga de calor.